# Assunção (Elvas)
Assunção ist ein Ort und eine ehemalige Gemeinde (Freguesia) im portugiesischen Kreis Elvas. Die Gemeinde hatte 8717 Einwohner (Stand 30. Juni 2011).
Am 29. September 2013 wurden die Gemeinden Assunção und Ajuda, Salvador e Santo Ildefonso zur neuen Gemeinde Assunção, Ajuda, Salvador e Santo Ildefonso zusammengeschlossen.